# Pagodidaphne schepmani
Pagodidaphne schepmani é uma espécie de gastrópode do gênero Pagodidaphne, pertencente a família Raphitomidae.